# Omicidio di Valerio Verbano
L'omicidio di Valerio Verbano venne commesso a Roma il 22 febbraio 1980. Militante appartenente all'area di Autonomia Operaia, venne ucciso con un colpo di arma da fuoco in un agguato da tre uomini armati che si erano introdotti a volto coperto nella sua casa di via Monte Bianco. Nonostante le lunghe e ripetute indagini, le dichiarazioni dei vari pentiti e le molteplici rivendicazioni che pervennero alle forze dell'ordine nei giorni successivi al delitto, pur ritenendosi certa la matrice neofascista, il movente e i responsabili dell'omicidio non sono stati mai accertati e tutte le inchieste non hanno portato ad alcuna verità giudiziaria.

## Storia

### Antefatto
Nato a Roma il 25 febbraio 1961 in una famiglia della piccola borghesia di estrazione antifascista, con il padre dipendente del Ministero dell'interno e iscritto al Partito Comunista Italiano e la madre infermiera, Valerio Verbano inizia il suo impegno politico nel 1975, all'interno del collettivo autonomo del proprio istituto scolastico, il liceo scientifico Archimede, situato nel quartiere romano del Nuovo Salario. La sua militanza attiva che lo impegna, a volte, anche a rischio della propria incolumità fisica, si estende anche al di fuori dell'ambito scolastico attraverso l'adesione al Comitato di lotta valmelaina, emanazione territoriale di Autonomia Operaia.
Come molti ragazzi della sua età, oltre all'impegno politico, sin da bambino divide la sua passione con altri interessi, come lo sport (in particolare le arti marziali, come il jūdō e il karate), ma anche la musica (Beatles, Pink Floyd), e il tifo calcistico per la Roma, sua squadra del cuore. Attraverso un altro dei suoi interessi, la fotografia, inizia a documentare gli avvenimenti politici dell'epoca e a redigere una personale inchiesta sui movimenti di estrema destra nella capitale.
Il 20 aprile 1979, Verbano fu arrestato dalla polizia insieme ad altri quattro ragazzi mentre, all'esterno di un casale abbandonato nei pressi della borgata romana di Fidene, si accingeva a fabbricare degli ordigni incendiari (alcune bottiglie Molotov). La perquisizione che le forze dell'ordine eseguirono, immediatamente dopo l'arresto, nell'abitazione di via Monte Bianco 114, dove Verbano viveva assieme ai suoi genitori, portò al rinvenimento e al sequestro di un'arma da fuoco con la matricola abrasa (una Beretta 6,35) e di materiale documentale, tra cui diversi fascicoli redatti da Verbano con la schedatura di estremisti di destra. Processato, il 22 dicembre 1979 fu condannato a sette mesi di reclusione da scontare nel carcere romano di Regina Coeli.

### L'omicidio
(Sardo Verbano)

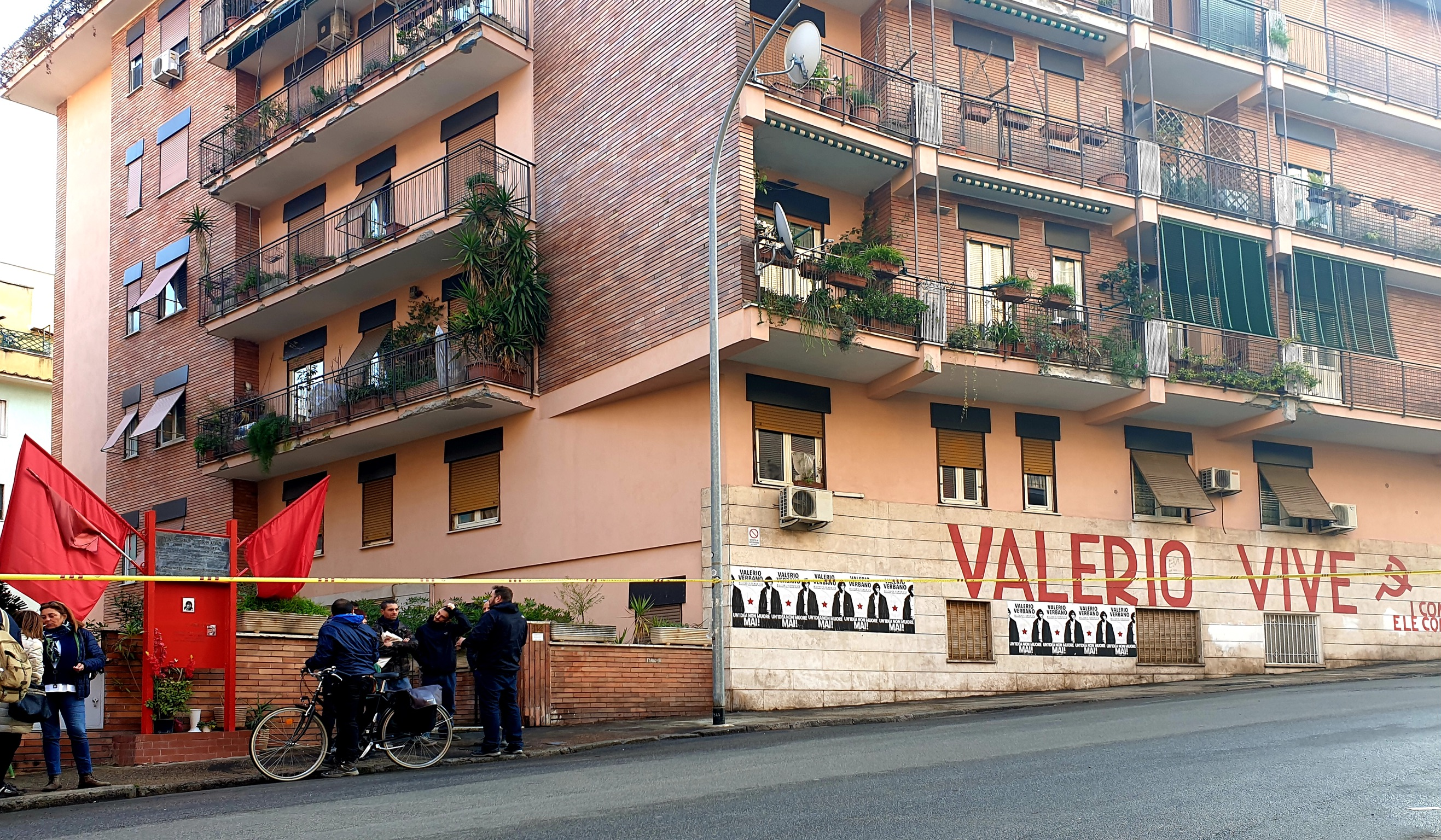
Casa di Valerio Verbano il 22 febbraio 2019, anniversario della sua uccisione

Il 22 febbraio 1980, intorno alle 12:44, tre giovani armati e coperti da un passamontagna si introdussero con una scusa in casa Verbano, al quarto piano di via Monte Bianco 114, nel quartiere romano di Monte Sacro. Spacciandosi per amici del figlio riuscirono a convincere i genitori di Verbano ad aprire le porte della loro abitazione; una volta introdottisi all'interno dell'appartamento, armati di pistole con silenziatore, i tre legarono e imbavagliarono i genitori che, immobilizzati con nastro adesivo, furono portati nella loro camera da letto. A quel punto, rimasero in attesa del rientro di Valerio, non ancora rincasato da scuola.
Al suo ritorno, intorno alle 13:40, aperta la porta di casa, Verbano venne subito assalito dai tre. Nella colluttazione che seguì, Verbano riuscì a disarmare uno degli assalitori e a tentare la fuga attraverso una finestra dell'appartamento. Venne però raggiunto da un colpo di arma da fuoco alla schiena che gli perforò l'intestino e lo fece cadere gravemente ferito sul divano del salotto. Quando gli aggressori si diedero alla fuga, nella concitazione, lasciarono nell'appartamento un passamontagna, una pistola calibro 38 con silenziatore, un guinzaglio per cani, un paio di occhiali da sole e un bottone di camicia.
Allertati dallo sparo, i vicini di casa accorsi nell'appartamento dei Verbano immediatamente dopo la fuga degli assassini, si attivarono per liberare i genitori e per soccorrere, invano, il ragazzo, che morì poco dopo, ancor prima di essere caricato nell'ambulanza che lo avrebbe trasportato all'ospedale.
L'omicidio ebbe una grandissima risonanza cittadina, grazie anche alla militanza politica di Verbano. Il 25 febbraio, giorno dei funerali (e del suo compleanno), si registrarono diversi episodi di violenza dei gruppi legati all'Autonomia duramente repressi con cariche e lacrimogeni dalla polizia, fin dentro il cimitero del Verano, dove Verbano fu sepolto.  Dalle finestre del commissariato di San Lorenzo, quartiere romano attiguo al cimitero, vennero addirittura esplosi diversi colpi di pistola sul corteo funebre.  {{Senza fonte}}

### Le rivendicazioni
Il giorno stesso dell'omicidio, alle 20, arriva la prima rivendicazione, siglata da una sedicente formazione di sinistra, il "Gruppo Proletario Organizzato Armato", che afferma di aver voluto colpire una spia, un delatore, un servo della polizia: nel comunicato, l'omicidio viene definito come frutto di un errore, rispetto all'intenzione iniziale di punirlo con la gambizzazione.
Un'ora dopo, intorno alle 21, arriva una seconda rivendicazione a firma dei Nuclei Armati Rivoluzionari, la sigla di punta dell'estremismo di destra dell'epoca: "Abbiamo giustiziato Valerio Verbano mandante dell'omicidio Cecchetti. Il colpo che l'ha ucciso è un calibro 38. Abbiamo lasciato nell'appartamento una calibro 7.65. La polizia l'ha nascosta". E sempre a firma NAR (comandi Thor, Balder e Tir), verso le ore 12 del giorno dopo, viene recapitata una seconda rivendicazione in cui, pur non parlando esplicitamente dell'omicidio Verbano, si fa riferimento, in modo allusivo, al "martello di Thor che ha colpito a Montesacro".
Dieci giorni dopo, compare a Padova un ulteriore volantino ancora a firma NAR, che smentisce categoricamente il coinvolgimento del gruppo terroristico nel delitto Verbano. Gli inquirenti, che esclusero la veridicità di quest'ultimo volantino, confermarono come rivendicazione più probabile la prima, telefonica, fatta dai NAR. Nel momento dell'arrivo di quella telefonata, il riferimento al calibro 38 della pistola usata per l'assassinio, effettivamente utilizzata per l'agguato, non era stata ancora confermata nel bollettino ufficiale dell'autopsia, redatto dal medico legale.

## Indagini
L'inchiesta sull'omicidio Verbano venne affidata al giudice Claudio D'Angelo. Le prime indagini si basano sulla testimonianza di un vicino di casa del ragazzo che dichiara agli inquirenti di aver incrociato, nei pressi dell'abitazione Verbano, i probabili assassini in fuga e di aver riconosciuto nei tre proprio gli stessi ragazzi che, il giorno prima dell'omicidio, sostavano davanti a una sala giochi in compagnia di Verbano. Sulla base della sua testimonianza viene quindi redatto un identikit dei tre, prima che l'uomo stesso decidesse di ritrattare le sue dichiarazioni, forse minacciato.
Si cerca anche di capire se l'uccisione abbia origine da quei dossier redatti da Verbano e sequestrati, dalle forze dell'ordine, nel corso della perquisizione di qualche mese prima. Anche il padre di Verbano, Sardo, decide autonomamente di svolgere delle indagini in proprio dando vita, così, a una sorta di memoriale in cui ipotizza alcuni moventi precisi sulla morte del figlio. Contemporaneamente, alcuni pentiti appartenenti all'area dell'estrema destra romana rilasciano alcune dichiarazioni in merito all'omicidio Verbano.
(Giancarlo Capaldo, magistrato)
Nel 1981, nell'ambito delle indagini sulla strage di Bologna, vengono alla luce quasi per caso delle informazioni interessanti anche per il caso Verbano: Laura Lauricella, compagna di Egidio Giuliani, personaggio di spicco della destra romana, racconta di un silenziatore che Giuliani avrebbe fornito al presunto assassino di Verbano. Lo scambio sarebbe avvenuto al poligono romano di Tor di Quinto, dove molti neofascisti capitolini avevano l'abitudine di incontrarsi. Lauricella riferisce che lo stesso Giuliani avrebbe costruito quel silenziatore, prima di affidarlo a un altro neofascista romano, Roberto Nistri (che, tra l'altro, all'epoca dell'omicidio, era detenuto da più di due mesi: arrestato il 14 dicembre 1979, mentre trasferiva un arsenale, venne rilasciato nel marzo del 1981), membro di spicco di Terza Posizione. Interrogati dal giudice D'Angelo, sia Nistri sia Giuliani, negarono ogni addebito e chiesero un confronto con la Lauricella, che però non fu mai effettuato.
Il 30 settembre 1982 il pentito Walter Sordi, ex terrorista dei Nuclei Armati Rivoluzionari, rilasciò nuove dichiarazioni sul delitto Verbano riportando alcune confidenze di un altro esponente dei NAR, Pasquale Belsito: "Fu Belsito a dirmi che a suo avviso gli autori dell'omicidio Verbano erano da identificarsi nei fratelli Claudio e Stefano Bracci e in Massimo Carminati". Il 25 gennaio 1984, nell'unico interrogatorio a cui venne sottoposto Claudio Bracci, il neofascista romano negò ogni addebito, smentendo addirittura di conoscere Belsito e, nell'ottobre di quello stesso anno, anche Carminati si attestò su identiche posizioni.
Anche Angelo Izzo, autore nel 1975 del massacro del Circeo e nel 2005 del duplice omicidio di Maria Carmela Linciano e della figlia Valentina Maiorano, si unì alla schiera di presunti confidenti, riportando ai magistrati inquirenti alcune rivelazioni fattegli da Luigi Ciavardini, ex militante di Terza Posizione in seguito passato ai NAR. Izzo, figura controversa e ambigua del pentitismo che all'epoca si presentò come testimone in innumerevoli fatti criminosi dell'estremismo di destra tra la metà degli anni settanta e i primi anni ottanta, dichiarò che "Ciavardini mi disse che l'omicidio era da far risalire a militanti di Terza Posizione, mi disse che il mandante era sicuramente Nanni De Angelis. Per quanto riguarda gli esecutori mi disse che sicuramente si trattava di componenti del gruppo capeggiati da Fabrizio Zani. Solo un pasticcione come Zani poteva perdere la pistola durante la colluttazione con Verbano". Anche le dichiarazioni di Izzo, però, non trovano nessun riscontro probatorio attendibile.
L'istruttoria verrà chiusa nel 1989 e il giudice D'Angelo, pur ritenendo certo "l'ambiente criminoso" legato agli ambienti dell'estremismo di destra, attestò l'impossibilità di individuare dei responsabili. Alla fine delle indagini seguì anche la distruzione dei vari elementi probatori: i due passamontagna e il guinzaglio per cani lasciati dagli assassini durante la fuga, oltre che il nastro adesivo usato per immobilizzare i genitori. Tutte le inchieste sull'omicidio non portarono ad alcuna verità giudiziaria.
Nel 1997 il giudice milanese Guido Salvini nell'ambito dell'indagine sull'omicidio di Fausto e Iaio, uccisi a Milano con otto colpi di pistola, il 18 marzo 1978 suggerendo un intreccio tra i due fatti di sangue, avanzò richiesta all'Ufficio corpi di reato del tribunale di Roma della pistola con silenziatore abbandonata dagli assassini in casa di Verbano, per poter sottoporla a perizia. Ma il reperto probatorio risultò misteriosamente scomparso.
Nel febbraio del 2011 la Procura della Repubblica di Roma ha confermato la riapertura delle indagini. Il procuratore aggiunto Pietro Saviotti e il pm Erminio Amelio dichiararono di aver iscritto due nomi nel registro degli indagati.

## Il "dossier Verbano"
Sin dal 1977, Valerio Verbano si era impegnato in una serie di indagini personali finalizzate a raccogliere informazioni sull'ambiente dell'estremismo di destra romano.
(Testimonianza di un amico di Verbano)
Grazie a quella mole di dati raccolti, corredata da un corposo materiale fotografico, Verbano aveva poi preparato centinaia di schede e fascicoli in cui dava un'identità e un volto a vari militanti di estrema destra capitolini, soprattutto residenti nel triangolo formato dai quartieri Trieste/Salario-Talenti-Montesacro.
Quei documenti erano stati poi rinvenuti dagli agenti della polizia durante la perquisizione effettuata nell'appartamento dei genitori effettuata all'indomani del suo arresto per fabbricazione e detenzione di materiale incendiario, il 20 aprile 1979. Dell'esistenza di questi dossier venne a conoscenza anche il giudice Mario Amato, uno dei magistrati che, all'epoca, indagava sull'eversione nera e che, successivamente, fu ucciso da un commando dei NAR, il 23 giugno 1980.
Dopo il sequestro, il materiale scomparve però misteriosamente nei meandri dei depositi giudiziari. La scomparsa fu in seguito denunciata, il 26 febbraio 1980, anche dagli avvocati della famiglia Verbano, essendo questi ultimi a conoscenza sia dell'elenco sia del contenuto del materiale stesso: nell'ottobre del 1980 ne chiesero invano il dissequestro e la restituzione, negata dal giudice istruttore perché materiale ancora sottoposto a segreto istruttorio.
Quattro anni dopo, l'11 aprile 1984, la stessa Corte d'appello che aveva giudicato Verbano ne ordinò la distruzione, nonostante queste carte fossero state nuovamente repertate nell'inchiesta aperta per il suo omicidio. L'effettiva distruzione avverrà solo il 7 luglio 1987.
Ampi stralci di questi dossier (in copia fotostatica) riapparvero improvvisamente nel febbraio del 2011 dagli archivi dei Carabinieri ed entrarono negli atti dell'inchiesta sull'omicidio, al momento della sua riapertura da parte della Procura di Roma. Nei 379 fogli che compongono il contenuto di quei documenti, quasi tutti scritti a mano da Verbano, sono trascritti circa 900 nomi di attivisti di estrema destra corredati da indirizzi e (in alcuni casi) anche di numeri di telefono. Altri 16 fogli, trascritti invece da più mani, riportano appunti, schede di appartenenza politica, piantine di strade e piazze di alcuni luoghi di ritrovo dell'estrema destra romana.
Tra i nominativi ci sono quelli di attivisti dell'epoca, poi divenuti politici di professione, come Teodoro Buontempo e Francesco Storace, quest'ultimo indicato come individuo che "porta gli occhiali Lozza da vista, segretario FdG Acca Larentia, cicciottello"; o anche personaggi già noti per il loro ruolo di leader in organizzazioni neofasciste dell'epoca, come Paolo Signorelli, Stefano Delle Chiaie o Alessandro Alibrandi. Nei fascicoli non mancano anche i nomi di attivisti di estrema destra successivamente uccisi negli anni di piombo, come Luca Perucci, ucciso nel 1981 o Angelo Mancia, assassinato il 12 marzo 1980 molto probabilmente per vendicare proprio l'omicidio Verbano.

## La memoria

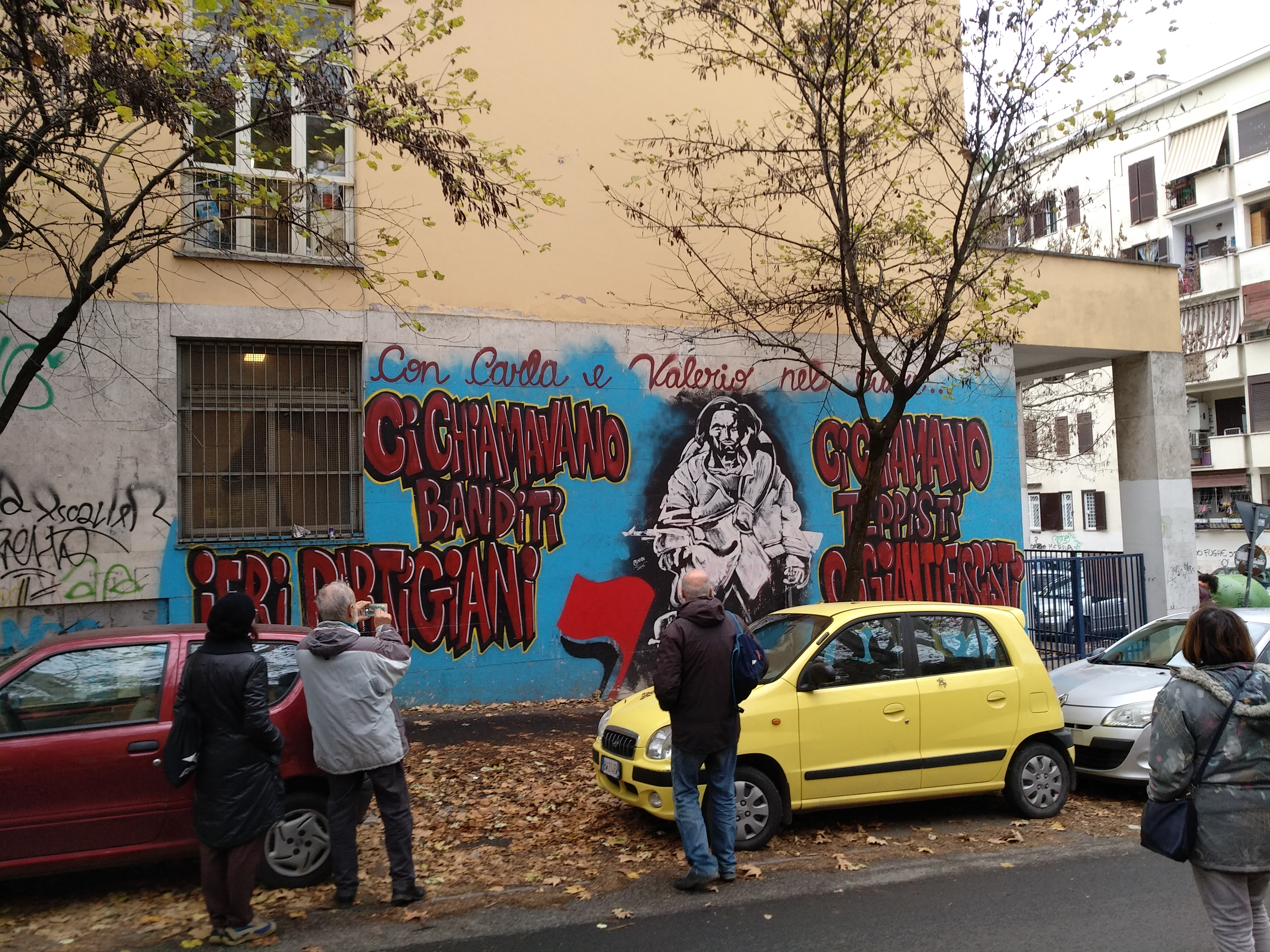
Murale al quartiere Tufello, 2018

Il 25 febbraio 2006, alla presenza dell'allora sindaco Walter Veltroni, è stata intitolata una via di Roma alla memoria di Valerio Verbano con l'apposizione di una targa nel parco delle Valli. L'8 agosto 2013, la targa è stata distrutta da alcuni sconosciuti in quello che il sindaco Ignazio Marino ha commentato come "un'offesa alla memoria della città".
Nel gennaio del 2009, la Provincia di Roma ha inaugurato la prima edizione del Premio Valerio Verbano, un concorso indetto in collaborazione con cinque centri provinciali di formazione professionale, aperto ai ragazzi tra i 14 e i 18 anni e che prevede la presentazione di cortometraggi e progetti multimediali autoprodotti, per l'aggiudicazione di una borsa di studio.
Il 21 novembre 2009, una via di Scampia (a Napoli) è stata intitolata alla memoria di Valerio Verbano.
Il 1º dicembre 2012, a Napoli, è stato intitolato a Valerio Verbano e a sua madre Carla l'Auditorium occupato di via Mezzocannone.
Il 22 febbraio 2021, anniversario della sua uccisione, l'artista Jorit realizza sulla facciata di un palazzo a Roma un murale raffigurante il suo volto.